# Giuseppe Crotogino

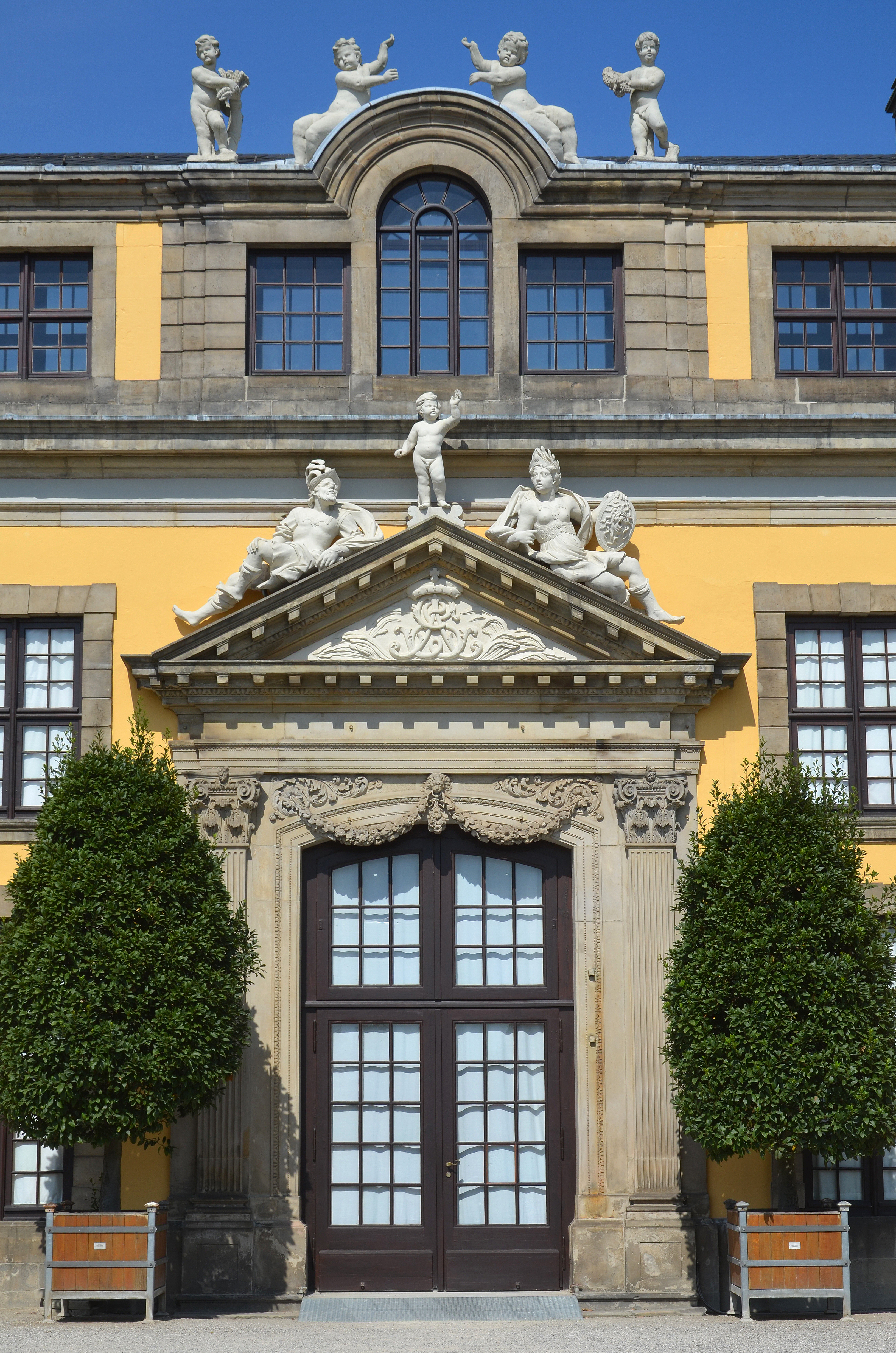
Portal am Galeriegebäude im Großen Garten von Hannover-Herrenhausen;
nach Plan von Crotogino, Ende des 17. Jahrhunderts

Der Architekt Giuseppe Crotogino (auch Cortogino, Cortochino, Crottogino) (* 18.9.1641 in Chiavenna; † 28.12.1715 in Hannover) gehörte zur Gruppe italienischer Künstler, die um die Wende des 17. zum 18. Jahrhundert für den welfischen Hof in Hannover arbeiteten. 1715 leitete er die Stuckarbeiten im Leineschloss. 1685 übertrugen Propst und Konvent des Klosters Escherde im Bistum Hildesheim "Mr. Josepho Cortochino Italo" den Neubau ihrer verfallenen Klosterkirche.
Für das Galeriegebäude im Großen Garten in Herrenhausen lieferte Crotogino den Plan für das zum Orangenplatz ausgerichtete Portal.